# Lage Landen (single)
Lage Landen is een nummer van Boudewijn de Groot, afkomstig van zijn gelijknamige album.
Lange Landen beschrijft het gevoel dat Nederland en België bij De Groot oproepen. In de tekst wordt gerefereerd aan de personen Willem IJsbrantsz. Bontekoe, Michiel de Ruyter, de rivieren Maas en Waal en de plaatsen Delfzijl en Veere. Om het lied op de radio gedraaid te krijgen werd het voor de single ingekort, de elpeetrack diende als B-kant.
Terwijl het album met dezelfde titel rap over de toonbank ging, haalde de single matige verkopen.

## Hitnotering

### NederlandseSingle Top 100
| Positie: | 98 | 82 | uit |